# Каалупі
Ка́алупі, або Каалупеа, або Ліндулагт, (ест. Kaalupi laht, Kaalupea laht, Lindulaht) — природне озеро в Естонії, у волості Ляене-Сааре повіту Сааремаа.

## Розташування
Каалупі належить до Західно-острівного суббасейну Західноестонського басейну.
Озеро лежить на північний захід від села Мяндьяла.
Акваторія водойми входить до складу заказника Муллуту-Лооде (Mullutu-Loode hoiuala).

## Опис
Каалупі  — прибережне галотрофне озеро.
Загальна площа озера становить 13 га. Довжина — 1 000 м, ширина — 400 м. Найбільша глибина — 0,5 м. Довжина берегової лінії — 3 355 м. Площа водозбору — 15,9 км².